# 6205 Menottigalli
6205 Menottigalli (1983 OD) là một tiểu hành tinh vành đai chính được phát hiện ngày 17 tháng 7 năm 1983 bởi E. Bowell ở trạm Anderson Mesa thuộc đài thiên văn Lowell.